# Campionato angolano di hockey su pista
Il campionato angolano di hockey su pista è l'insieme dei tornei di hockey su pista istituiti dalla Federaçao Angolana de Patinagem, organismo che ha competenza gestionale della disciplina su tutta l'Angola. Il campionato fu istituito nel 1978. I vincitori di tale torneo si fregiano del titolo di campioni d'Angola.

## Albo d'oro
| Edizione    | Vincitore              |
| ----------- | ---------------------- |
| 1978        | Atlético de Luanda     |
| 1979 - 1987 | Edizioni non disputate |
| 1988        | Primeiro de Agosto     |
| 1989 - 1991 | Edizioni non disputate |
| 1992        | ENAMA Viana            |
| 1993        | Edizione non disputata |
| 1994        | Atlético Petróleos     |
| 1995 - 1996 | Edizioni non disputate |
| 1997        | ENAMA Viana            |
| 1998        | Atlético Petróleos     |
| 1999        | Atlético Petróleos     |
| 2000        | Atlético Petróleos     |
| 2001        | Atlético Petróleos     |
| 2002        | Atlético Petróleos     |
| 2003        | Atlético Petróleos     |

| Edizione | Vincitore           |
| -------- | ------------------- |
| 2004     | Atlético Petróleos  |
| 2005     | Atlético Petróleos  |
| 2006     | Juventude de Viana  |
| 2007     | Juventude de Viana  |
| 2008     | Juventude de Viana  |
| 2009     | Académica de Luanda |
| 2010     | Académica de Luanda |
| 2011     | Juventude de Viana  |
| 2012     | Académica de Luanda |
| 2013     | Académica de Luanda |
| 2014     | Académica de Luanda |
| 2015     | Primeiro de Agosto  |
| 2016     | Primeiro de Agosto  |
| 2017     | Académica de Luanda |
| 2018     |                     |

### Riepilogo vittorie per squadra
| Club                | Titoli | Edizioni vinte                                       |
| Atlético Petróleos  | 9      | 1994, 1998, 1999, 2000, 2001, 2002, 2003, 2004, 2005 |
| Académica de Luanda | 6      | 2009, 2010, 2012, 2013, 2014, 2017                   |
| Juventude de Viana  | 4      | 2006, 2007, 2008, 2011                               |
| Primeiro de Agosto  | 3      | 1988, 2015, 2016                                     |
| ENAMA Viana         | 2      | 1992, 1997                                           |
| Atlético de Luanda  | 1      | 1978                                                 |